# Tragocephala modesta
Tragocephala modesta là một loài bọ cánh cứng trong họ Cerambycidae.